# Mitridates V Evèrgetes
Mitridates V Evèrgetes (grec antic: Mιθριδάτης Εὐεργέτης, Mithridátēs Euergétēs) va ser rei del Pont en un període incert, probablement des del 154 aC fins al 121 aC. Era fill de Farnaces I del Pont i successor del seu oncle Mitridates IV del Pont. Pertanya a la dinastia Mitridàtica.
Se sap que l'any 154 aC va enviar una força auxiliar per assistir a Àtal II de Pèrgam contra Prúsies II, rei de Bitínia, segons diu Polibi. Va ser el primer rei del Pont que va establir una aliança regular amb Roma, i entre els anys 131 aC i 129 aC va ajudar els romans contra Aristonic de Pèrgam i en agraïment el cònsol Aquil·li li va concedir la província de Frígia, però el Senat romà va revocar la donació, acusant el cònsol d'haver estat subornat, si bé segons es creu Mitridates va seguir en possessió de Frígia fins a la seva mort, diu l'historiador Justí.
Va incrementar el seu poder amb l'enllaç de la seva filla Laòdice i el rei de Capadòcia Ariarates VI. Va morir assassinat a Sinope en una conspiració dels seus col·laboradors més propers i probablement algun familiar. El va succeir el seu fill Mitridates VI Eupàtor que era menor d'edat. El seu regnat es va veure marcat per una forta tendència hel·lenitzant.